# Козлов, Дмитрий Маркович
Дмитрий Маркович Козлов (1920—1989) — младший лейтенант Рабоче-крестьянской Красной Армии, участник Великой Отечественной войны, Герой Советского Союза (1943).

## Биография
Дмитрий Козлов родился 15 октября 1920 года в деревне Марково (ныне — Дорогобужский район Смоленской области). После окончания семи классов школы работал завхозом в детском доме в деревне Коришево Талдомского района Московской области. В 1939 году Козлов был призван на службу в Рабоче-крестьянскую Красную Армию. С августа 1941 года — на фронтах Великой Отечественной войны. К сентябрю 1943 года гвардии младший сержант Дмитрий Козлов командовал группой разведчиков 44-й гвардейской отдельной разведроты 42-й гвардейской стрелковой дивизии 40-й армии Воронежского фронта. Отличился во время битвы за Днепр.
22 сентября 1943 года разведгруппа Козлова переправилась через Днепр в районе села Гребени Кагарлыкского района Киевской области Украинской ССР и захватила плацдарм на его западном берегу, после чего удерживала его до переправы основных сил.
Указом Президиума Верховного Совета СССР от 29 октября 1943 года за «мужество и героизм, проявленные при форсировании Днепра и удержании плацдарма на его правом берегу» гвардии младший сержант Дмитрий Козлов был удостоен высокого звания Героя Советского Союза с вручением ордена Ленина и медали «Золотая Звезда» за номером 1699.
В 1944 году в звании младшего лейтенанта Козлов был уволен в отставку по ранению. Проживал в Киеве. Умер 19 сентября 1989 года, похоронен на Берковецком кладбище Киева.
Был также награждён орденами Отечественной войны 1-й степени, Красной Звезды, Славы 3-й степени, рядом медалей.